# Doremifasofa
DoReMiFaSoFa – drugi album studyjny zespołu SOFA. Wydany 3 kwietnia 2009 nakładem wytwórni Kayax.
Muzycy zespołu SOFA, czerpiąc z hip-hopu i soulu, poszerzają krąg stylistyczny o nowe, dotąd nie eksplorowane przez nich brzmienia analogowych syntezatorów i przesterowanych gitar. Na DoReMiFaSoFa pojawia się kilkoro gości m.in. O.S.T.R., Miodu (Jamal) i Frenchman, czy Zgas (Me, Myself And I). Dużą niespodzianką jest udział amerykańskiej gwiazdy sceny soulowej, Franka McComba.
W lutym 2010 roku wydawnictwo uzyskało nominację do nagrody polskiego przemysłu fonograficznego Fryderyka w kategorii: album roku hip-hop/R&B

## Lista utworów
1. DoReMiNtRo
2. Affairz (gościnnie: O.S.T.R.)
3. Limelife
4. Remind Divine
5. We Broke/Retrospektik pt.1
6. Don’t run (gościnnie: Frank McComb)
7. SkitBox Retrospektik pt.2 (gościnnie: Zgas)
8. Bragger'99
9. BMK
10. Keep on shakin
11. SkitBox S Dreams-Revisited (gościnnie: Zgas)
12. Sky-Ish
13. Życie w stylu Summer Sale
14. Would U?
15. SkitBox H.E.R (gościnnie: Zgas)
16. Ona Movie
17. Affairz (gościnnie: Jamal/Frenchman)

## Pozycje na listach
| Lista | Kraj   | Pozycja |
| ----- | ------ | ------- |
| OLiS  | Polska | 36      |